# Neder-Silezische offensief
Het Neder-Silezische Offensief (Russisch: Нижне-Силезская наступательная операция) was een onderdeel van de veldtocht van het Rode leger aan het oostfront in de winter van 1945. Vanaf 8 februari 1945 tot 24 februari 1945 viel de rechterflank van het 1e Oekraïense Front onder leiding van maarschalk Ivan Konev de Duitse Heeresgruppe Mitte in Neder-Silezië aan. Het doel van het offensief was verdrijven van de Duitse troepen, die zich in Silezië bevonden. Deze troepen vormden een bedreiging voor de zuidelijk flank van het 1e Oekraïense Front bij een aanval op Berlijn. Na de omsingeling van Breslau en het bereiken van de Neisse schortte maarschalk Konev het offensief op en hij richtte zijn aandacht op zijn linkerflank.
De pauze in de offensieve operaties van het Rode leger gaf de Wehrmacht een kans om zich te hergroeperen. Begin maart 1945 leidde een Duitse tegenaanval tot de herovering van Lauban. Het offensief in Neder-Silezië werd op 15 maart 1945 gevolgd door een offensief in Opper-Silezië, waarbij de Duitsers ook uit dit gebied werden verdreven. Na de Silezische operatie was de bedreiging voor een flankaanval op het 1e Oekraïense front verdwenen. Het 1e Oekraïense Front had zijn startpositie voor de aanval op Berlijn aan de oevers van de Neisse ingenomen.

## Situatie aan het oostfront

### Sovjetzijde
Tijdens het Weichsel-Oderoffensief was het 1e Oekraïense Front opgerukt vanuit het bruggenhoofd bij de Weichsel tot aan de Oder. De beide tanklegers van het 1e Oekraïense Front staken op 22 januari 1945 de Oder over nabij Steinau en enkele dagen later werd een tweede bruggenhoofd gevestigd nabij Ohlau, ten zuiden van Breslau. Daarna richtte maarschalk Konev zijn aandacht op het rijke industriegebied in Opper-Silezië, dat werd verdedigd door het 17e Leger. Hij gaf opdracht aan het 3e Garde-tankleger onder leiding van generaal Pavel Rybalko om naar het zuidoosten te zwenken. Ondertussen vielen het 59e Leger en 60e Leger de Duitse posities frontaal aan. De opmars van het 3e Garde-tankleger dreigde de ontsnappingsroute van het 17e Leger af te snijden, maar generaal Pavel Rybalko vertraagde zijn opmars zodat de Duitsers de kans kregen om zich terug te trekken. Hierdoor slaagde maarschalk Konev erin om de fabrieken en mijnen onbeschadigd te veroveren. Op 1 februari 1945 waren de troepen van het 1e Oekraïense Front verspreid langs de oostelijke oever van de Oder.
Begin februari 1945 gaf Stavka de opdracht om de resterende Duitse eenheden uit Silezië te verdrijven en zich te hergroeperen aan de Neisse, zodat ze de aanval van het 1e Wit-Russische Front op Berlijn konden steunen. Gelijktijdig begon het 2e Wit-Russische Front met de aanval op Pommeren.

### Slagorde van het Rode Leger
- 1e Oekraïense Front
  - 3e Gardeleger
  - 5e Gardeleger
  - 6e Leger
  - 13e Leger
  - 21e Leger
  - 52e Leger
  - 59e Leger
  - 60e Leger
  - 4e Tankleger (generaal Dmitri Leljoesjenko)
  - 3e Garde-tankleger (generaal Pavel Rybalko)

### Duitse zijde

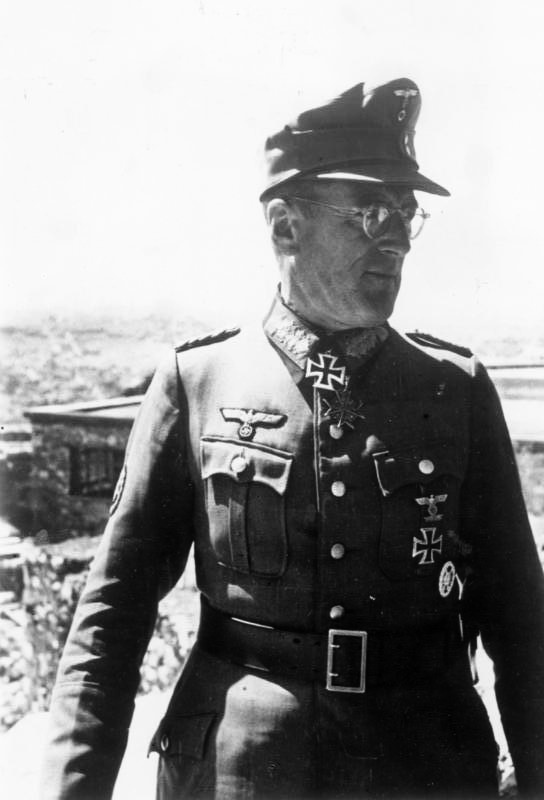
Ferdinand Schörner

Na het rampzalig Weichsel-Oderoffensief waren de Duitse legers uit het centrale gedeelte van Polen gevlucht. Reeds in de eerste dagen van het offensief was de verdediging totaal ingestort. Achtervolgd door de tanklegers van het 1e Wit-Russische Front en het 1e Oekraïense front trokken ze zich terug naar het westen. De snelle opmars van de Sovjets leidde tot de vernietiging van Heeresgruppe A. Op 27 januari 1945 benoemde Hitler generaal Ferdinand Schörner tot bevelhebber van de nieuwe Heeresgruppe Mitte, die de restanten van het 4e Pantserleger en het 17e Leger omvatte. Onmiddellijk begon hij opdrachten te geven om tegenaanvallen in te zetten, maar de Duitse eenheden waren niet in staat om deze bevelen uit te voeren. Naar het Duitse opperbevel gaf hij de indruk dat de situatie onder controle was.
Met harde hand probeerde generaal Ferdinand Schörner de discipline bij de Duitse soldaten te herstellen zodat de soldaten zich niet langer durfden terugtrekken. Hij liet elke deserteur die werd gearresteerd onmiddellijk ophangen. De krijgsraden maakten geen onderscheid tussen officieren en soldaten. Hij wilde dat de Duitse soldaten evenveel schrik hadden van hem als van de Sovjets.
Uiteindelijk stabiliseerde het front zich langsheen de Oder en de Neisse. Het 4e Pantserleger en het 17e Leger hergroepeerden zich achter de Oder in Silezië.

### Slagorde van deWehrmacht
- Heeresgruppe Mitte (generaal Ferdinand Schörner)
  - 4e Pantserleger (generaal Fritz-Hubert Gräser)
    - 5e Legerkorps (generaal Kurt Wäger)
    - Pantserkorps "Großdeutschland" (generaal Dietrich von Saucken)
    - 40e Pantserkorps (generaal Siegfried Henrici)
    - 24e Pantserkorps (generaal Walther Nehring)
    - Festung Glogau (kolonel Jonas Graf zu Eulenburg)

  - 17e Leger (generaal Friedrich Schulz)
    - 8e Legerkorps (generaal Walter Hartmann)
    - 17e Legerkorps (generaal Otto Tiemann)
    - 48e Pantserkorps (generaal Maximilian Reichsfreiherr von Edelsheim)
    - 57e Pantserkorps (generaal Frieddrich Kirchner)
    - Festung Breslau (generaal Hans von Ahlfen)

  - 1ste Pantserleger (generaal Gotthard Heinrici)
    - 49e Bergkorps (generaal Karl von Le Suire)
    - 59e Legerkorps (generaal Ernst Sieler)
    - 11e Legerkorps (generaal Walter Hartmann)

## Offensief
Op 8 februari 1945 lanceerde maarschalk Konev zijn offensief. Vanuit het bruggenhoofd bij Steinau rukten het 3e Garde-tankleger en het 4de Tankleger naar het westen op. De Duitse verdediging werd reeds op de eerste dag van de aanval doorbroken. Op 11 februari 1945 omsingelde het 4de Tankleger 8000 Duitse soldaten in Glogau, maar ze wisten de Sovjet-aanval op de stad af te slaan. Om geen tijd te verliezen, gaf maarschalk Konev bevel om de stad te belegeren en hij stuurde zijn tanks verder naar het westen. Pas op 1 april 1945 gaven de laatste verdedigers van Glogau zich over. Het kleine stadje was nagenoeg volledig verwoest.
De aanval vanuit het bruggenhoofd ten zuiden van Breslau stuitte echter op meer tegenstand en verliep aanzienlijk trager. Maarschalk Konev gaf generaal Rybalko opdracht om de aanval in de richting van Bunzlau te staken en twee van zijn drie tankkorpsen in zuidoostelijke richting te laten oprukken. Op 15 februari 1945 was Breslau omsingeld en ongeveer 35 000 Duitse soldaten zaten in de val. Hitler verklaarde de Silezische hoofdstad tot festung. In plaats van troepen en kostbare tijd te verspillen aan een frontale aanval op een grote stad probeerde maarschalk Konev de stad uit te hongeren. Tijdens de slag om Breslau zouden meer dan 25 000 Duitsers sneuvelen, maar de stad zou tot het eind van de oorlog in Duitse handen blijven.
Ondertussen trok het 4e Pantserleger verder naar het westen en de voorhoede bereikte nabij Frost de Neisse. Verschillende eenheden van het 17e Leger bevonden zich nog steeds achter de Oder en door de snelle opmars dreigden ze te worden omsingeld. Ook de restanten van het gehavende 24e Pantserkorps van generaal Nehring bevonden zich nog ten noorden van Glogau. De rechtervleugel van het 1e Oekraïense front strekte zich uit van Breslau tot aan de Neisse en generaal Nehring greep zijn kans. Door de opmars van het 4de Tankleger naar het westen en van het 3e Garde-tankleger naar het zuidoosten was er een gat gevallen tussen beide tanklegers, dat elke dag groter werd. Hij verzamelde de restanten van het Pantserkorps "Großdeutschland" en viel de achterhoede van het 4de Tankleger aan. Hij probeerde een corridor open te houden in de richting van Görlitz. Deze ontsnappingsroute gaf de restanten van het 17e Leger de kans om naar het westen terug te trekken. Maarschalk Konev stuurde het 52e Leger en delen van het 3e Garde-tankleger om de flanken van (generaal Dmitry Lelyushenko) te beschermen en de Duitse terugtocht te verhinderen. Na twee dagen van hevige gevechten was de Duitse aanval afgeslagen, maar de troepen van generaal Nehring waren ontkomen. Ze ontsnapten naar het westen, waar ze zich terugtrokken achter de Neisse.

### Lauban
Lauban was een belangrijk verkeersknooppunt halverwege tussen Görlitz en Breslau. Op 18 februari besliste het Duitse opperbevel om Breslau te ontzetten, maar zolang de spoorweg bij Lauban nog in handen was van het 1e Oekraïense Front konden de Duitsers hun troepen niet verzamelen. Bovendien kon het 3e Garde-tankleger vanuit Lauban de eventuele Duitse ontzettingspoging in de flank bedreigen. Generaal Schörner kreeg bevel om Lauban te bezetten.
Toen eind februari 1945 de troepen van het 1e Oekraïense Front verspreid waren, zag generaal Schörner zijn kans. Hij verzamelde alle reserves, die hij bijeen kon schrapen en lanceerde op 1 maart een tegenaanval om Lauban te heroveren. Ze vielen de flanken van het 3e Garde-tankleger aan en slechts na zware gevechten konden de Sovjets zich uit de omsingeling bevrijden. Met achterlating van hun zware materiaal en 25 000 doden en gewonden moest het 3e Garde-tankleger zich terugtrekken. Lauban viel op 8 maart in handen van het 17e Leger en de frontlijn bleef ongewijzigd tot het einde van de oorlog.
Generaal Schörner probeerde nu een aanval in de richting van Breslau te lanceren, maar zijn troepen waren te uitgeput en het plan werd afgeblazen.

## Resultaat

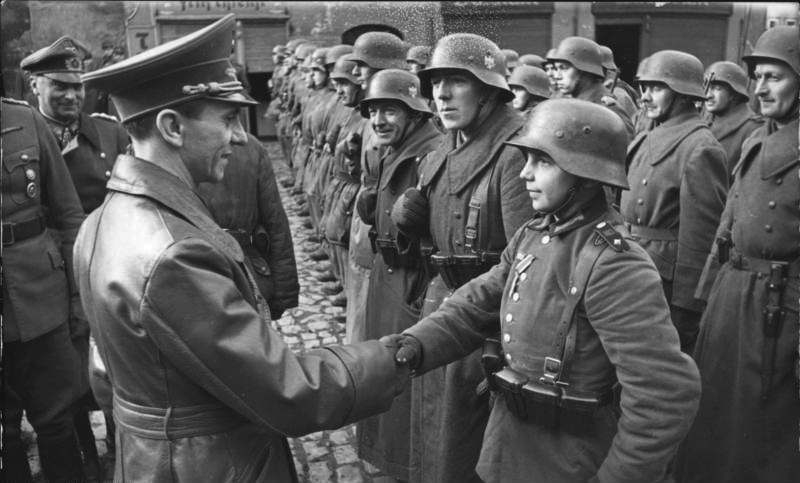
Dr Goebbels in Lauban

Tot verbazing van het Duitse opperbevel schortte maarschalk Konev op 24 februari 1945 alle offensieve acties in het gebied tussen de Oder en de Neisse op. Het doel van het offensief in Neder-Silezië was echter enkel bedoeld als hergroepering van de rechtervleugel van het 1e Oekraïense front en dat had hij bereikt op 24 februari. De Duitse troepen waren verdreven van de Oder naar de Neisse en ze vormden geen gevaar meer bij een aanval op Berlijn.
Volgens het Oberkommando der Wehrmacht had het 1e Oekraïense front geen enkele overwinning geboekt. Breslau was nog in Duitse handen, er was geen doorbraak in de richting van Dresden en het 17e Leger en het 4e Pantserleger waren niet omsingeld. Propagandaminister Dr Goebbels schilderde de overwinning bij Lauban af als een grote overwinning. Samen met enkele journalisten bracht hij op 8 maart een bezoek aan het heroverde stadje.